# Milano-Modena 1927
La Milano-Modena 1927, diciottesima edizione della corsa, si svolse il 16 ottobre 1927 su un percorso di 307 km. La vittoria fu appannaggio dell'italiano Domenico Piemontesi, che completò il percorso in 12h07'00", alla media di 25,337 km/h, precedendo i connazionali Ermanno Vallazza e Battista Giuntelli.
Sul traguardo di Modena 13 ciclisti, su 48 partiti da Milano, portarono a termine la competizione.

## Ordine d'arrivo (Top 10)
| Pos. | Corridore           | Squadra               | Tempo     |
| ---- | ------------------- | --------------------- | --------- |
| 1    | Domenico Piemontesi | Bianchi               | 12h07'00" |
| 2    | Ermanno Vallazza    | Legnano-Pirelli       | s.t.      |
| 3    | Battista Giuntelli  | Bianchi               | s.t.      |
| 4    | Egidio Picchiottino | Bianchi               | a 8'00"   |
| 5    | Roberto Lorenzetti  | -                     | a 10'00"  |
| 6    | Borsani             | -                     | a 20'00"  |
| 7    | Alfonso Piccin      | Christophe-Hutchinson | s.t.      |
| 8    | Giovanni Enrici     | -                     | s.t.      |
| 9    | Alessandro Catalani | Wolsit-Pirelli        | a 25'00"  |
| 10   | Giovanni Tragella   | Bianchi               | a 53'00"  |